# Alte Kapelle
La basilica di Nostra Signora della Cappella Vecchia (in tedesco: Basilika Unserer lieben Frau zur Alten Kapelle), anche conosciuta come Alte Kapelle (in tedesco letteralmente: Cappella Vecchia), è il più antico luogo di culto cattolico della Baviera e una delle più importanti chiese della città di Ratisbona, in Germania.
È chiesa collegiata e basilica minore facente parte di un'antica abbazia dedicata a Nostra Signora fondata dall'imperatore Enrico II il Santo nel 1002.
Barocchizzata nel XVIII secolo, rappresenta uno dei capolavori della decorazione rococò in Europa, secondo lo stile dettato dalla rinomata Scuola di Wessobrunn.

## Storia
Una prima cappella venne eretta per volere di Carlo Magno sul luogo dove, secondo la tradizione, sorgeva il tempio romano dedicato a Giunone. Infatti durante la dominazione romana vi sorgeva la Prefettura di Castra Regina. La cappella che vi sorse dopo la caduta dell'Impero romano d'Occidente, sembra essere stata la più antica chiesa della Baviera e ciò gli valse l'appellativo di Alte Kappelle, la Vecchia Cappella.
Intorno all'anno 700, il duca Teodone II di Baviera stabilì la capitale a Ratisbona, venne battezzato in questa cappella da San Ruperto, vescovo di Salisburgo, ed elevò l'edificio a cappella di corte del suo nuovo palazzo erettovi accanto nel VII-VIII secolo. La prima menzione scritta sulla cappella, riguarda la sua consacrazione alla Vergine Maria e la sua elevazione a collegiata in un atto dell'875 voluto da Ludovico il Germanico. La nuova collegiata tuttavia entrò subito in contrasto con la parrocchiale cittadina di San Cassiano, contrapponendo le due caste sociali dei nobili e dei borghesi. Con la marcia su Francoforte dell'887 il duca di Baviera, Arnolfo di Carinzia, si fece eleggere re dei Franchi orientali, e spostò la capitale lasciando in decadenza l'antica cappella di corte.

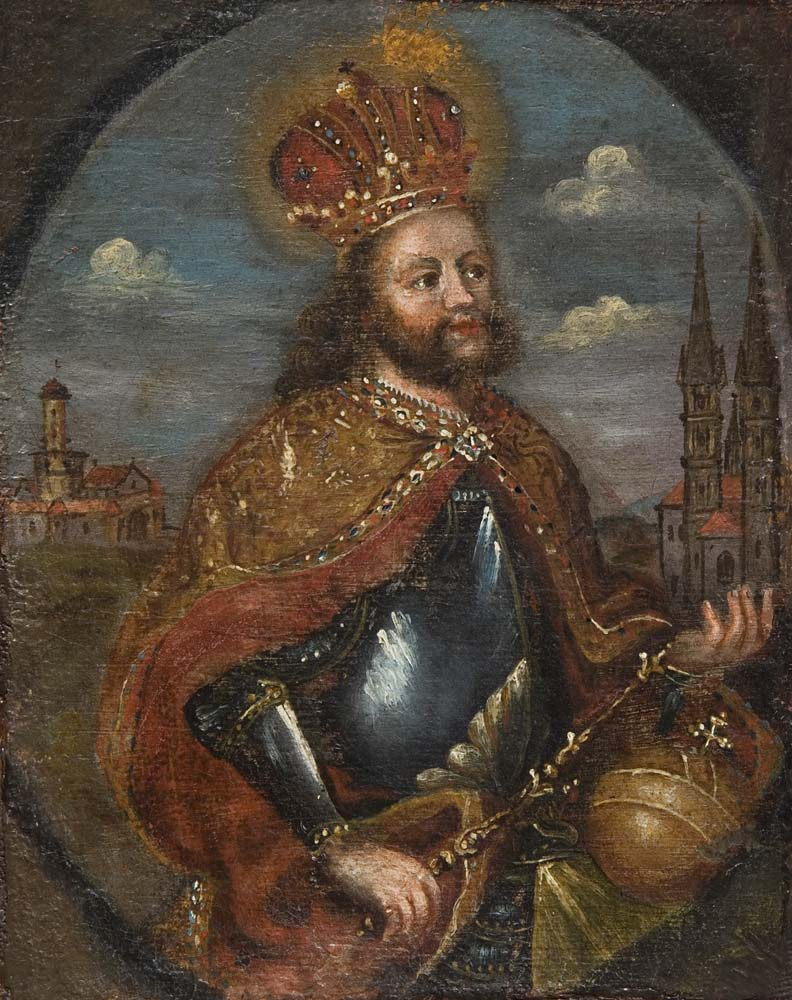
Enrico II, che ricostruì la chiesa tra il 1002 e il 1004

Solo re Enrico, il futuro imperatore Enrico II il Santo trasferì la sua residenza di nuovo a Ratisbona nel 1002, tornando all'Alte Kapelle. Enrico II ricostruì totalmente la chiesa fra il 1002 e il 1004, fondandovi un'abbazia con collegio e la insignì del titolo onorifico di "Mater Ecclesiae", chiesa madre, a cui dipendevano altre abbazie. Insieme a sua moglie Cunegonda fecero grandi doni all'abbazia e nel 1009 la misero alle dirette dipendenze della nuova diocesi di Bamberga, da loro fondata, alla quale rimase fino alla secolarizzazione. Inoltre, con l'incoronazione a imperatore, Enrico II ricevette dal papa l'Icona della Madonna di san Luca che ben presto attirò una moltitudine di pellegrini, meritandole anche, nel corso del XIII e XIV secolo, delle indulgenze che acclamò ulteriormente dei pellegrinaggi mariani. L'abbazia si arricchì e fra il 1441 e il 1465 si decise la costruzione di un nuovo coro, in stile gotico.
Con la secolarizzazione avvenuta con la Riforma protestante e la seguente guerra dei trent'anni l'abbazia subì un grande decadimento, si riprese solo con la fine della guerra e l'impulso della Controriforma cattolica conoscendo un nuovo periodo di splendore a partire dal XVII secolo. Nella metà del XVIII secolo, all'apice del suo potere, l'abbazia si rivestì di un sontuoso e scenografico apparato decorativo Rococò opera degli artisti della Scuola di Wessobrunn.
Nel XIX secolo l'abbazia diviene un importante centro della musica sacra tanto che nella metà del secolo è noto esponente del cosiddetto Movimento Ceciliano e poi vi viene fondato lo Studien- und Musikseminar zur Alten Kapelle, il "Seminario di Studi e Musica dell'Antica Cappella", rimasto in funzione fino al 1957, persino non arrestata durante la secolarizzazione conseguente la Reichsdeputationshauptschluss. Fra i maggiori maestri si ricordano il musicologo Carl Proske, i musicisti Dominikus e Johann Georg Mettenleiter, e il compositore Michael Haller.
Il re Ludovico I di Baviera concesse di nuovo l'amministrazione all'abbazia nel 1838. Nel 1964, su suggerimento del vescovo Rudolf Graber, la chiesa collegiata di Nostra Signora dell'Antica Cappella venne elevata a basilica minore da papa Paolo VI. L'abbazia ha svolto il suo ruolo dal 1002 ad oggi senza interruzione.

## Descrizione

### Arte e architettura

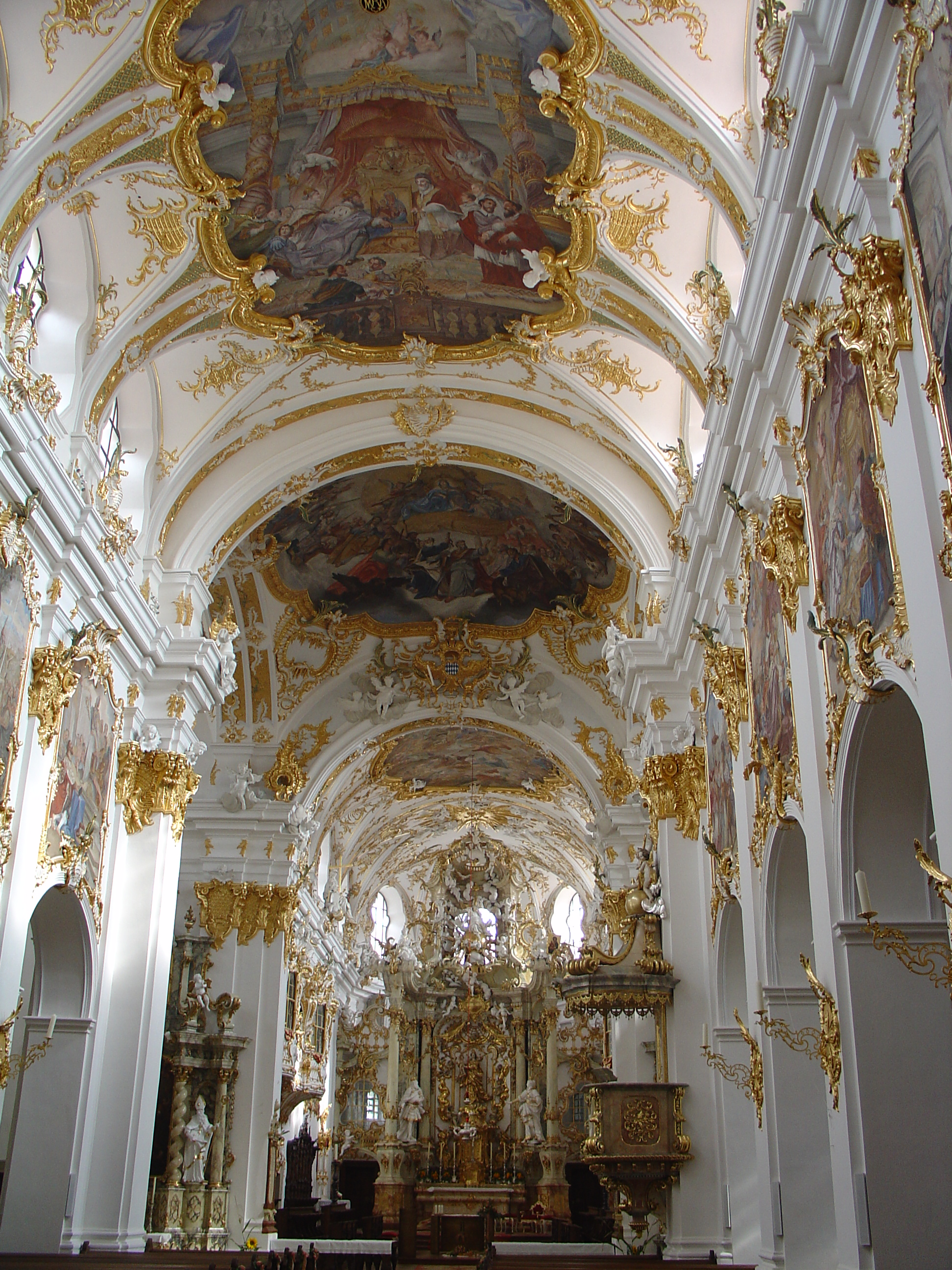
Interno

L'Alte Kapelle, nata come cappella palatina del primo nucleo medievale del palazzo ducale, viene menzionata per la prima volta nell'875 al momento che Ludovico il Germanico la elevò a collegiata. Quest'edificio venne realizzato col materiale di recupero dalle mura della città romana.
L'odierna cappella venne eretta, in stile romanico, tra il 1002 e il 1004 per volere dell'imperatore Enrico II il Santo. Si presentava nelle forme di una basilica a tre navate, con transetto, coperture a capriate lignee e torre-campanile sulla facciata.
La chiesa, come soprattutto il duomo, venne danneggiata durante gli incendi di Ratisbona del 1156 e del 1172 e poi restaurata. Tra il 1441 e il 1465 venne aggiunta la grande e alta massa del coro di stile tardogotico.
A partire dal 1747, la chiesa, pur mantenendo la struttura architettonica originale viene "barocchizzata" con la creazione delle volte e di una scenografica decorazione di stucchi, affreschi e dorature in stile rococò bavarese. Vennero ridisegnate le finestre e perse quasi tutti gli elementi decorativi medievali, conservando tuttavia il portale principale.
Il lavoro della splendida decorazione interna venne realizzato dagli artisti della rinomata Scuola di Wessobrunn, gli stucchi si devono ad Anton Landes, gli affreschi del piedicroce e del transetto al pittore Christoph Thomas Scheffler da Augusta, gli affreschi del presbiterio a Gottfried Bernhard Götz e le sculture sono dello scultore locale Simon Sorg. Gli affreschi raffigurano le Storie della consegna dell'icona miracolosa.
Primi restauri sono stati effettuai nel 1886 e nel 1934-35. L'esplosione di una bomba nel 1944 causò danni al transetto nord. Nel 1990 si intraprese una ristrutturazione esterna, l'interno è stato restaurato tra il 1992 e il 2002.
Nel 2006 un nuovo organo della ditta svizzera Mathis è stato inaugurato da papa Benedetto XVI durante la sua visita pastorale a Ratisbona del 13 settembre 2006.

### Organo a canne

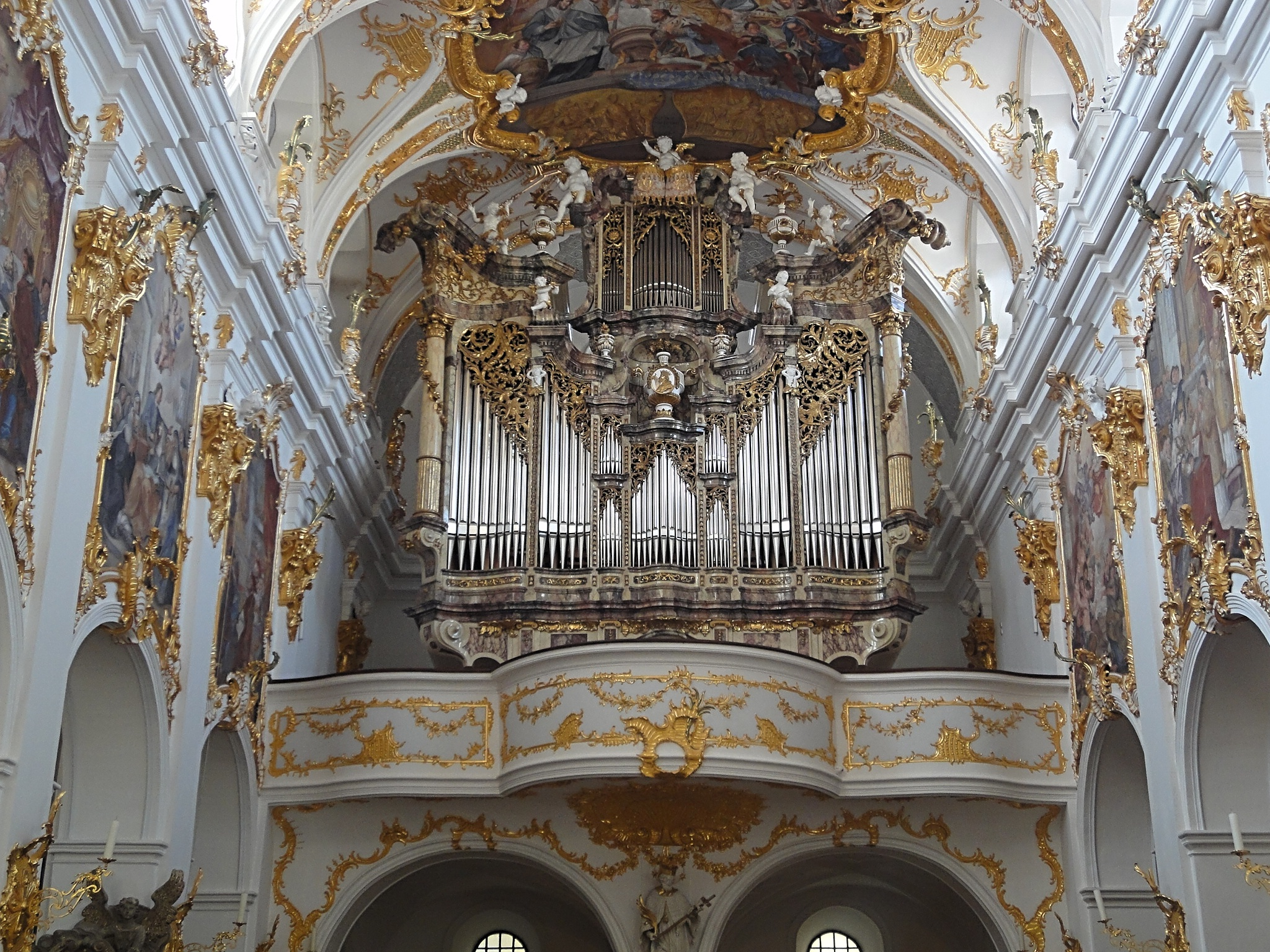
L'organo a canne

Sulla cantoria in controfacciata, si trova il Papst-Benedikt-Orgel (in italiano: organo di papa Benedetto XVI), costruito nel 2006 ed inaugurato il 13 settembre dello stesso anno alla presenza di papa Benedetto XVI. Lo strumento è opera della ditta organaria Mathis Orgelbau che ha voluto ricostruire la disposizione fonica dell'organo settecentesco, opera di Andreas Weiß, all'interno della cui cassa è ospitato il nuovo organo.
Lo strumento è a trasmissione meccanica e la sua consolle, a finestra, ha due tastiere di 58 note ciascuna e pedaliera concava di 30 note. La cassa lignea si articola su due livelli con mostra composta da canne di principale: quello inferiore, corrispondente all'Hauptwerk e al Pedal, si compone di cinque campi con quello centrale affiancato da una coppia di organetti morti sovrapposti; quello superiore, corrispondente all'Oberwerk, si compone di tre campi. La cassa è decorata da rilievi vegetali e da sculture di angeli; al di sotto della mostra dell'Oberwerk, vi è il busto del re David.
Di seguito la disposizione fonica dell'organo:
| Prima tastiera - Hauptwerk |        |
| Coppel                     | 16'    |
| Principal                  | 8'     |
| Gamba                      | 8'     |
| Qvintadena                 | 8'     |
| Coppel                     | 8'     |
| Portun                     | 8'     |
| Octav                      | 4'     |
| Flautten                   | 4'     |
| Flaut travers              | 4'     |
| Qvint                      | 2.2/3' |
| Superoctav                 | 2'     |
| Tertiana                   | 1.3/5' |
| Mixtur major III–IV        | 2'     |
| Mixtur minor II–III        | 1'     |
| Trompetten                 | 8'     |

| Seconda tastiera - Oberwerk |        |
| Coppel                      | 8'     |
| Solicinal                   | 8'     |
| Unda maris                  | 8      |
| Principal                   | 4'     |
| Dulciana                    | 4'     |
| Spitz Flauten               | 4'     |
| Nasard                      | 2.2/3' |
| Octav                       | 2'     |
| Flascholett                 | 2'     |
| Terz                        | 1.3/5' |
| Qvint                       | 1.1/3' |
| Mixtur III–IV               | 1.1/3' |
| Krumbhorn                   | 8'     |
| Hoboe                       | 8'     |
| Tremulant                   |        |

| Pedal           |         |
| Principal-Bass  | 16'     |
| Violon-Bass     | 16'     |
| Sub-Bass        | 16'     |
| Qvint-Bass      | 10.2/3' |
| Octav-Bass      | 8'      |
| Gamba-Bass      | 8'      |
| Coppel-Bass     | 8'      |
| Superoctav      | 4'      |
| Mixtur IV       | 2.2/3'  |
| Bombard         | 16'     |
| Trompetten-Bass | 8'      |

### Gnadenkapelle, Icona della "Madonna di san Luca"

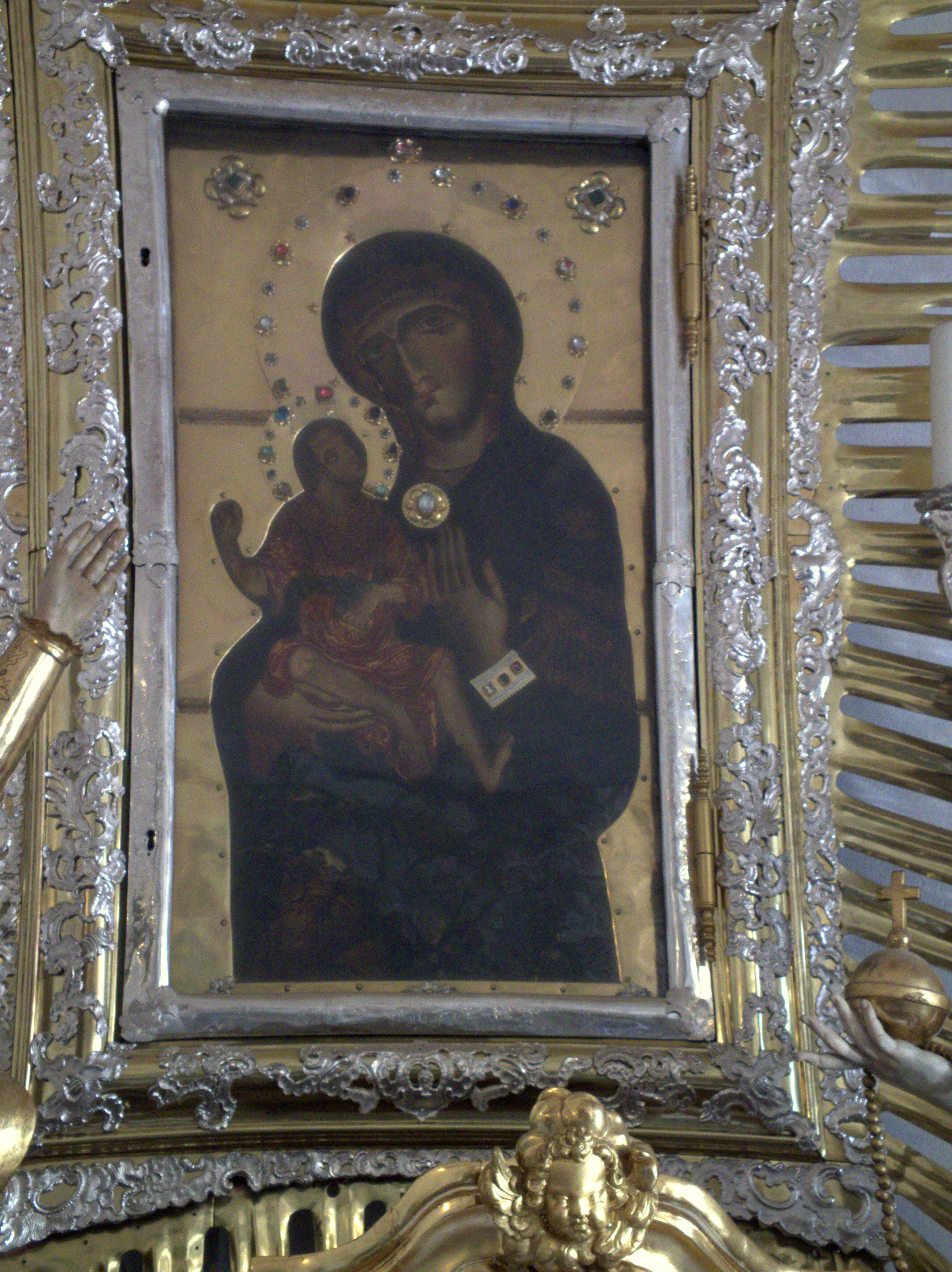
L'icona della Madonna di San Luca

Nella Gnadekapelle, la "Cappella della Misericordia", all'inizio navata destra, è conservata l'Icona miracolosa della Vergine. Venne donata da papa Benedetto VIII a Enrico II per la sua incoronazione a imperatore del Sacro Romano Impero avvenuta il 14 febbraio 1014 a Roma, e da quest'ultimo conservata nell'Alte Kapelle. Secondo la leggenda, l'immagine miracolosa viene dalla mano di San Luca, ma tuttavia risulta datata al periodo tra il 1150 e il 1235.
Questa immagine miracolosa della Madonna, del tipo "Dexiokratousa", con il bambino tenuto dal braccio destro, ha subito iniziato ad attirare numerosi pellegrini in quanto creduta dipinta da San Luca. I pellegrinaggi ripresero cospicui anche dopo la guerra dei trent'anni. Nella metà del XVII secolo si verificò un miracolo: un cieco dalla nascita iniziò a vedere. Da quel momento l'icona attirò sempre più gente e nel 1694 venne traslocata dall'altar maggiore alla cappella allora detta di San Giacomo, per renderla più accessibile ai fedeli. La cappella venne splendidamente decorata e dedicata alla Madonna della Misericordia. Presenta elaborati stucchi del soffitto e immagini a medaglione con simboli della Vergine Maria tratti dalle litanie lauretane. Tuttavia due medaglioni raffigurano le invocazioni Rubus ardens e Virga Aaronis che non si trovano nella versione comune delle litanie, ma sono comunque antiche invocazioni litaniche.
Il portale sud della basilica, attraverso il quale si può accedere dall'esterno direttamente alla Cappella della Misericordia, è stato progettato intorno al 1790 in stile classico. Gli elaborati rilievi raffiguranti l'Annunciazione a Maria sono opera dello scultore di Ratisbona Simon Sorg. Un secondo portale sul lato nord della Cappella della Misericordia dà accesso alla chiesa. Questo è romanico e ha un muro a tre livelli. Nel timpano si trova un dipinto rinascimentale di Cristo nel sepolcro di Hans Mielich, donazione del canonico Ulrich Pruner, morto nel 1544. Il battente della porta è ornato da un classico rilievo raffigurante l'Adorazione dei pastori.

Durante la secolarizzazione bavarese l'icona venne trasferita nel 1810 alla Staatsgalerie del castello di Schleißheim e poi nel Museo nazionale bavarese. L'abbazia dovette accontentarsi di una copia che il vescovo Ignatius von Senestrey aveva fatto realizzare nel 1862. Il 27 aprile 1864 venne solennemente restituita.

## Galleria d'immagini

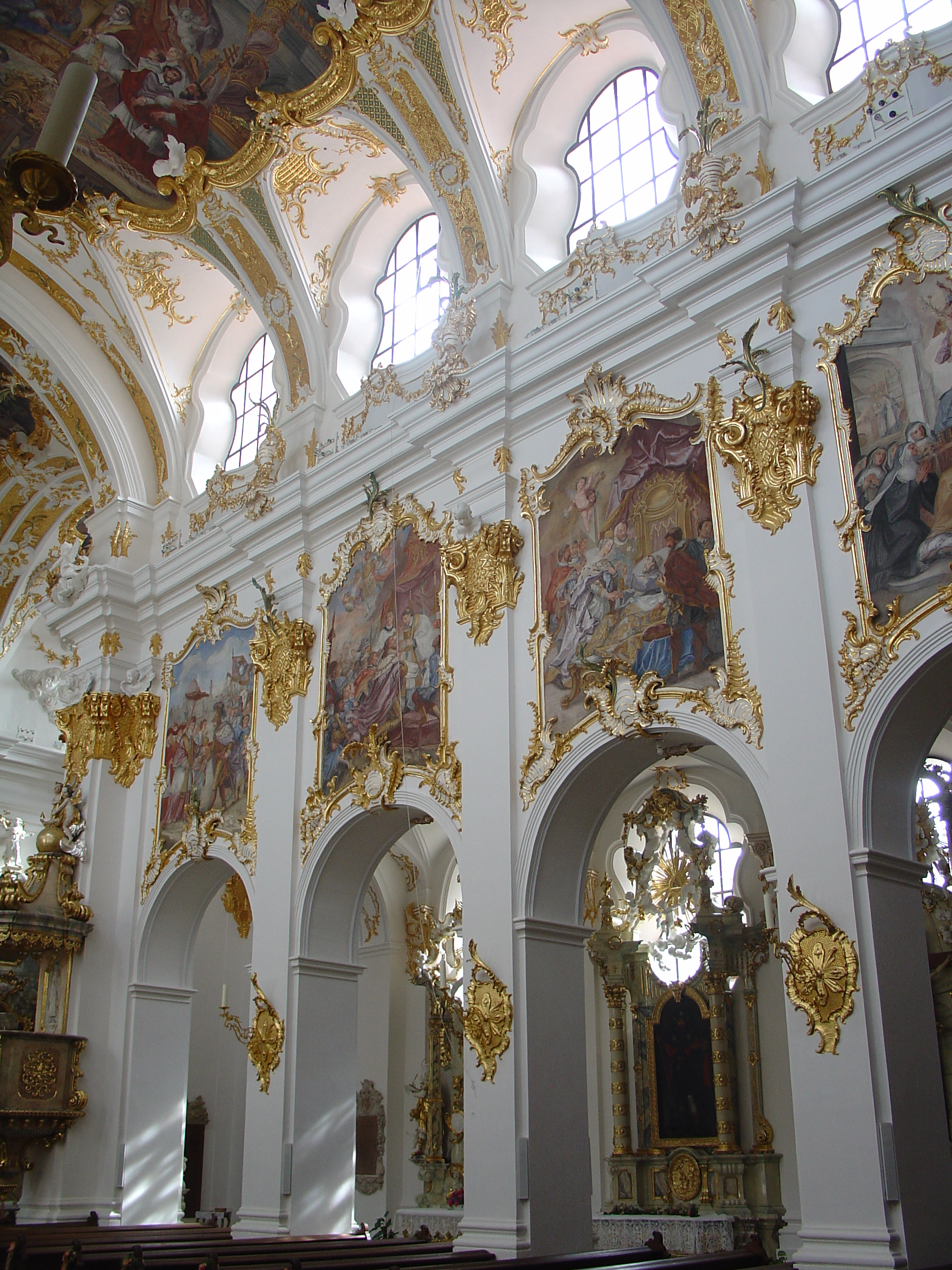
Scorcio della navata centrale
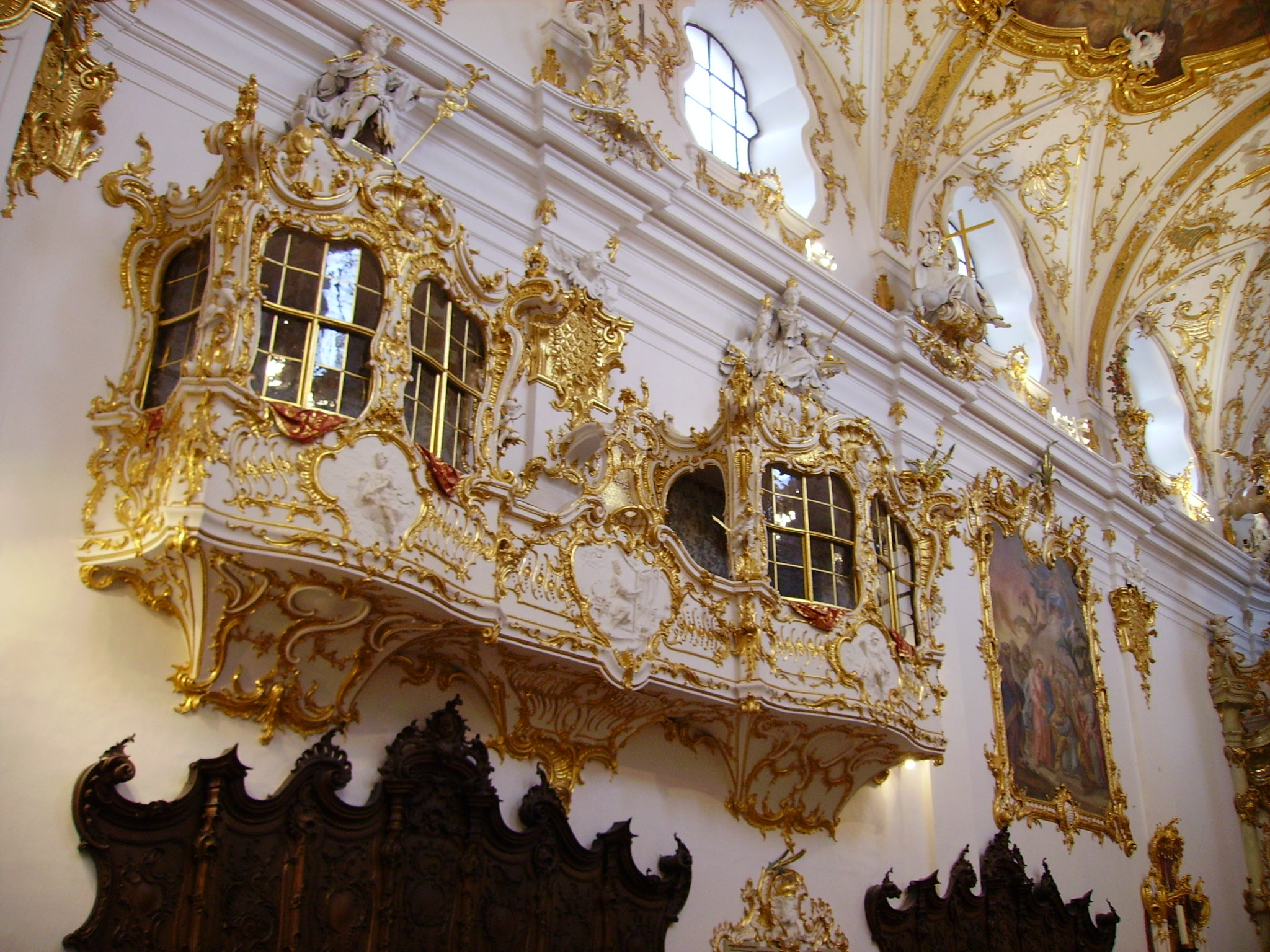
Le tribune del coro
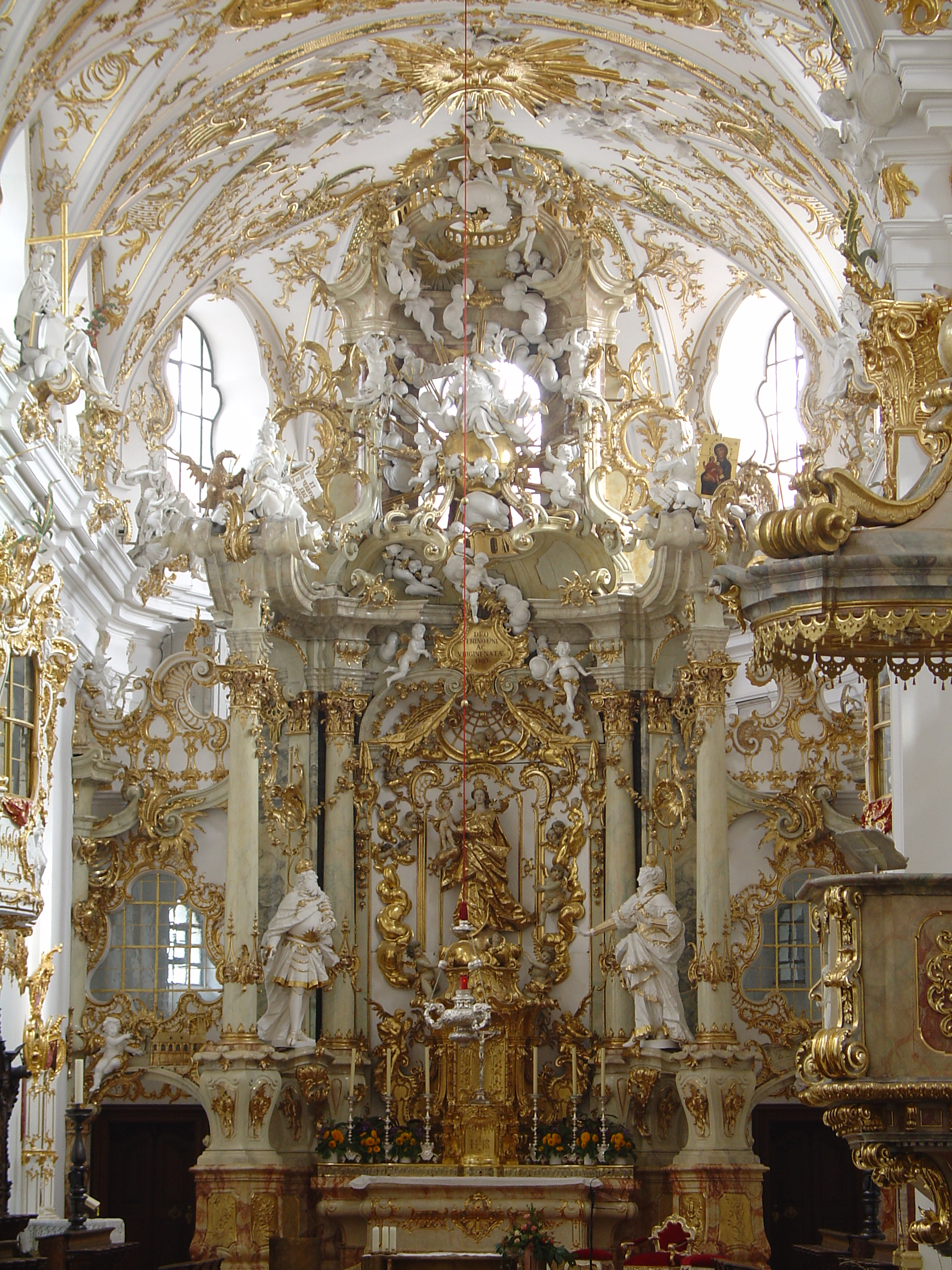
L'altare maggiore
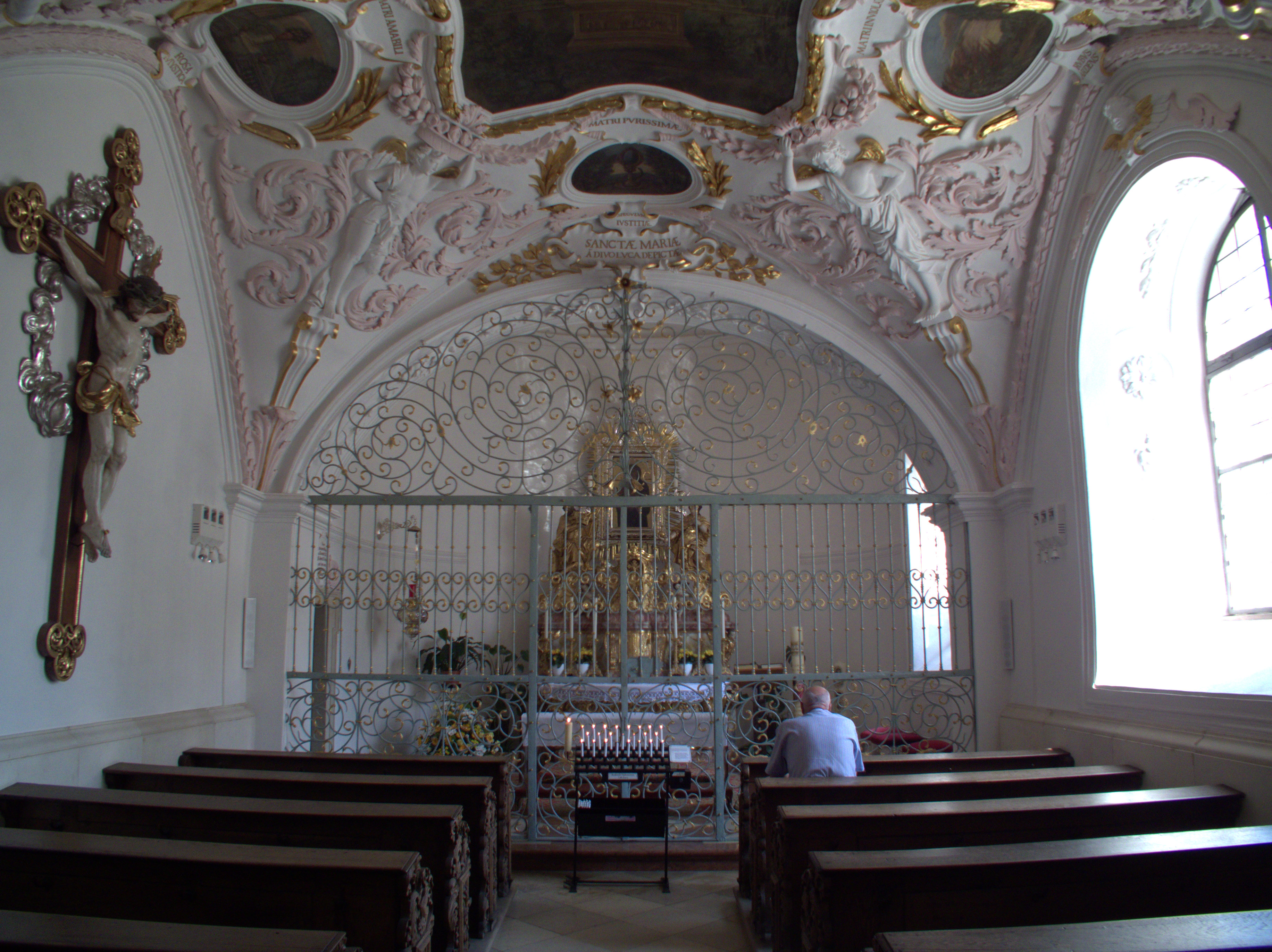
La cappella della Misericordia